# Marmosa alstoni
La marmosa lanuda de Alston (Marmosa alstoni) es una especie de marsupial que pertenece a la familia de los didélfidos (Didelphidae). Es nativa de América Central.

## Distribución
Su área de distribución incluye Belice, Guatemala, Honduras, Nicaragua, Costa Rica, Panamá, y posiblemente Colombia. Su rango altitudinal oscila entre zonas bajas y 1600 m s. n. m.